# Yli-Outojärvi
Yli-Outojärvi är en sjö i Finland. Den ligger i kommunen Posio i landskapet Lappland, i den norra delen av landet, 700 km norr om huvudstaden Helsingfors. Outojärvi ligger 252,6 meter över havet. Arean är 21,1 hektar och strandlinjen är 3,06 kilometer lång. Sjön  ingår i Kemi älvs huvudavrinningsområde. 